# Pale ale

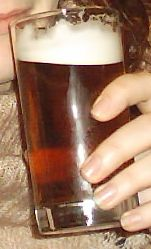
Vaso de cerveza pale ale

Pale ale (ale pálida o ale clara, en español) es un subtipo de cerveza ale obtenida mediante fermentación templada empleando principalmente una variedad concreta de malta conocida como malta clara (pale malt en inglés).
La mayor proporción de este tipo de malta hace que la cerveza presente un color más claro que otras cervezas tipo ale. La primera aparición del término "pale ale" data de alrededor del año 1703, empleado para aquellas cervezas fabricadas a partir de malta secada con coque, que resultaban ser de un color más claro que el resto de las cervezas populares de aquella época. El empleo de diferentes tipos de preparación así como diferentes cantidades de lúpulo ha dado lugar a cervezas pale ale de una amplia variedad de sabores e intensidades.

## Tipos
Las diferentes prácticas de elaboración y los niveles de lúpulo han dado como resultado una variedad de sabor y fuerza dentro de la familia pale ale.

### American pale ale

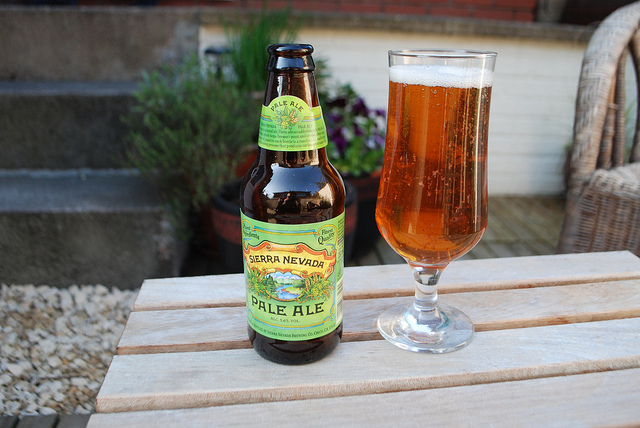
Una American pale ale de Sierra Nevada.

La American pale ale (APA) se desarrolló alrededor de 1980. La cervecería pensó ser la primera en utilizar con éxito cantidades significativas de lúpulo americano al estilo de APA y usar el nombre de "pale ale", fue Sierra Nevada Brewing Company, que preparó el primer lote experimental de Sierra Nevada Pale Ale en noviembre de 1980, distribuyendo la versión terminada en marzo de 1981. Anchor Liberty Ale, una cerveza inglesa al 6% originalmente elaborada por Anchor Brewing Company como especial en 1975 para conmemorar el viaje de medianoche de Paul Revere en 1775, que marcó el comienzo de la Guerra de Independencia de los Estados Unidos, fue vista por Michael Jackson, un escritor en bebidas, como la primera cerveza americana moderna. Fritz Maytag, el propietario de Anchor, visitó cervecerías británicas en Londres, Yorkshire y Burton upon Trent, recogiendo información sobre cervezas pálidas robustas, que aplicó cuando hizo su versión estadounidense, usando solo malta en lugar de la combinación de malta y azúcar común en elaborando cerveza en ese momento, y haciendo un uso destacado del lúpulo americano, Cascade. La cerveza era popular y se convirtió en un habitual en 1983. Otros pioneros de una pale ale americana lupulada son Jack McAuliffe de New Albion Brewing Company y Bert Grant de Yakima Brewing.
Las American pale ale tienen generalmente alrededor de un 5% de volumen alcohólico, con cantidades significativas de lúpulo americano, típicamente Cascade. Aunque las cervezas cerveceras americanas tienden a usar una levadura más limpia y la malta estadounidense de dos hileras, son particularmente los lúpulos estadounidenses los que distinguen un APA de una pale ale británica o europea. El estilo es similar al de la India pale ale (IPA) americana, y los límites se difuminan, aunque las IPA son más fuertes y tienen un lúpulo más firme. El estilo también está cerca del Amber ale, aunque estos son más oscuros y maltosos debido al uso de maltas de cristal.

### Blonde

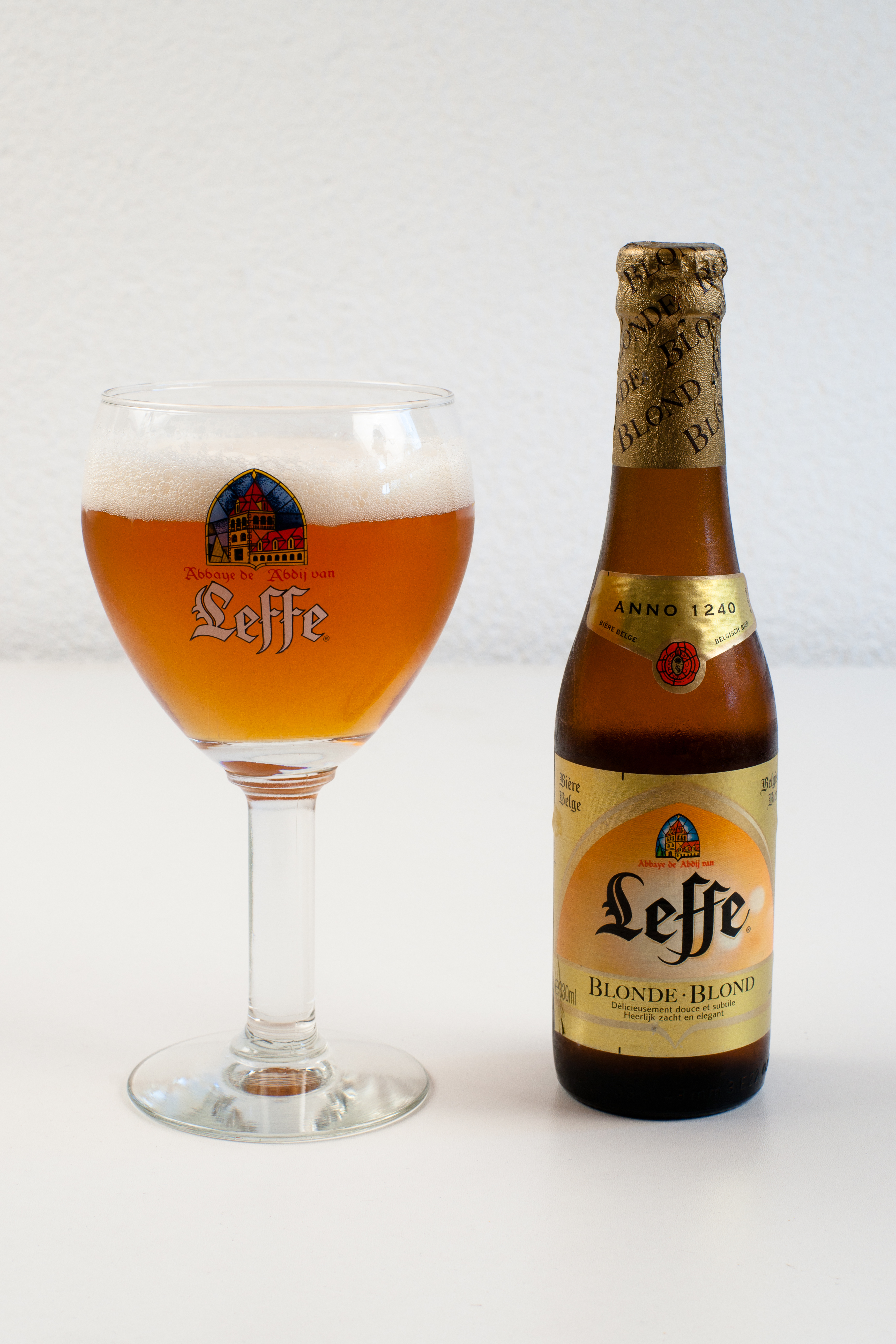
Cerveza belga Leffe blonde.

Las cervezas blonde o «rubias» son de color muy pálido. El término «rubia» para las cervezas pálidas es común en Europa y América del Sur, particularmente en Francia, Bélgica, el Reino Unido y Brasil, aunque las cervezas pueden no tener mucho en común, aparte del color. Las rubias tienden a ser claras, crujientes y secas, con amargor bajo a medio y aroma de lúpulo, y algo de dulzura de malta. Se puede percibir la fructificación de los ésteres. Se puede notar un cuerpo más ligero de mayor carbonatación. En el Reino Unido, las cervecerías doradas o de verano fueron desarrolladas a finales del siglo XX por las cervecerías para competir con el mercado de la pale lager. Una cerveza dorada típica tiene una apariencia y un perfil similar al de una cerveza pale lager. El carácter de malta es tenue y el perfil del lúpulo varía de picante a cítrico; los lúpulos comunes incluyen Styrian Golding y Cascade. El alcohol está en el rango de 4% a 5% de alcohol. El estilo del Reino Unido se atribuye a John Gilbert, propietario de Hop Back Brewery, quien desarrolló "Summer Lightning" en 1989, que ganó varios premios e inspiró a numerosos imitadores. Las rubias belgas a menudo se hacen con malta pilsner. Algunos escritores de cerveza consideran las cervezas rubias y doradas como estilos distintos, mientras que otros no. Duvel es una típica blonde ale belga, y una de las cervezas embotelladas más populares del país, además de ser conocida internacionalmente.

### Burton pale ale
Más tarde, en la segunda mitad del siglo XIX, los cerveceros de Burton upon Trent pusieron en práctica la receta de la pale ale, especialmente Bass; las cervezas de Burton se consideraron de una calidad particularmente alta debido a la sinergia entre la malta y el lúpulo en uso y la química local del agua, especialmente la presencia de yeso. Burton mantuvo el dominio absoluto en la elaboración de cerveza pale ale hasta que un químico, C.W. Vincent, descubrió el proceso de «Burtonización» para reproducir la composición química del agua de Burton-upon-Trent, lo que le da a cualquier cervecería la capacidad de elaborar cerveza pale ale.

### English bitter
La expresión bitter inglesa apareció por primera vez a principios del siglo XIX como parte del desarrollo y la difusión de la pale ale. Las cervecerías tienden a designar las cervezas como "cervezas pálidas", aunque los clientes comúnmente se refieren a las mismas cervezas como "amargas". Se cree que los clientes usaron el término amargo para diferenciar estas pale ales de otras cervezas menos marcadas. Los bebedores tienden a agrupar libremente los amargos modernos en amargos de "sesión" o "comunes" (hasta 4.1% abv), amargos "mejores" o "especiales" (entre 4.2% y 4.7% abv) y amargos "fuertes" (4.8% abv y más).

### India pale ale (IPA)
La India pale ale (IPA) es un estilo de pale ale desarrollado en Inglaterra para su exportación a la India. El primer uso conocido de la expresión India pale ale se encuentra en un anuncio en el Sydney Gazette y New South Wales Advertiser el 27 de agosto de 1829.
Worthington White Shield, originario de Burton-upon-Trent, es una cerveza considerada parte del desarrollo de la India pale ale. El color de un IPA puede variar de un dorado claro a un ámbar rojizo.

### Strong pale ale
Las Strong pale ales (cervezas pálidas fuertes) son cervezas elaboradas predominantemente con maltas pálidas y tienen una concentración de alcohol que puede comenzar alrededor del 5%, aunque generalmente comienzan en el 7 u 8% en volumen y pueden subir hasta el 12%, aunque los cerveceros han estado presionando más la concentración de alcohol. En 1994, Hair of the Dog Brewing Company produjo una Strong pale ales con un alcohol en volumen del 29%. En 2010, Brewdog lanzó "Sink the Bismarck!", una pale ale de 41% de alcohol, que es más fuerte que los espíritus destilados típicos (40% alc).